# Latehar
Latehar est une ville indienne située dans le district de Latehar dans l’État du Jharkhand. En 2001, sa population était de 19 067 habitants.

## Source de la traduction
- (en) Cet article est partiellement ou en totalité issu de l’article de Wikipédia en anglais intitulé « Latehar » (voir la liste des auteurs).